# Érythromélalgie
Ne doit pas être confondu avec Érythermalgie.
 Mise en garde médicale
De manière générale, les  érythromélalgies (du grec « melos » [-mèle, -mélie, mélique]  relatif au membre, et du grec « algos » [algo-, -algie, -algique] qui signifie douleur) sont des épisodes intermittents de sensation douloureuse des extrémités (jambes, talons, orteils, dessus du pied le plus souvent), avec impression de chaleur et rougeur de la peau.
L'érythermalgie est caractérisée par une forte douleur (de type brûlure), associée à un œdème et une rougeur de la peau. Les crises sont déclenchées ou aggravées par
- la gravité (position debout augmentant la pression sanguine sur les pieds et jambes) ;
- l'exercice (marche, effort, course…) ;
- la température (ex : une douche chaude suffit à déclencher une crise).

Les symptômes sont soulagés par l'eau froide/glacée, les compresses froides ou une élévation des membres concernés.
En 1938, deux médecins (Smith et Allen) en décrivent deux formes différentes : idiopathique ou primaire, et érythermalgie secondaire.
On parle aussi parfois de maladie de Mitchell's ou pour les anglo-saxons aussi d'acromelalgia, red neuralgia, ou erythermalgia.
Elles sont de trois ou quatre types suivant les auteurs :
1. l'érythermalgie (réactions inflammatoires) dite « thrombocytémique », c'est-à-dire secondaire à une thrombocytose liée à la cyclooxygénase, qui disparait presque immédiatement avec un traitement à l'aspirine[1] ;
2. érythermalgie idiopathique (d'origine encore inconnue), qui selon l'âge touche plus ou moins l'homme ou la femme, avec des phases successives d'aggravation et de rémission[1], résiste au traitement à l'aspirine ;
3. érythromélalgie céphalique, caractérisée par une névralgie faciale associée à une douleur paroxystique évoquant la brûlure, sur un hémicrâne, avec troubles vasomoteurs de l'hémiface touchée et de sensations désagréable de « battements intracrâniens » et oreille brûlante. Une libération d'histamine dans le cerveau pourrait être en cause dans ce cas.
4. acromélalgie causée par une intoxication par les champignons : Clitocybe acromelalga et C. amoenolens[2].

Le mot est parfois utilisé pour décrire les symptômes de la maladie de John Lane (chez le nouveau-né).
Certains médecins ne parlent d'érythromélalgie que si un syndrome myéloprolifératif a été confirmé.

## Symptômes
Lors des crises, le débit sanguin augmente, ainsi que la température, sans qu'il y ait pour autant une plus forte oxygénation. Des paresthésies et des symptômes adrénergiques telles que suées (hyperhidroses) peuvent aussi survenir.

Des syndromes myéloprolifératifs sont parfois associés

## Causes, étiologie
Les causes de cette maladie sont encore inconnues, bien qu'on ait montré que la plupart des cas d'érythromélalgie sont liés à une neuropathie des petites fibres. L'érythermalgie pourrait être induite par une sensibilité anormale à des produits vasoactifs, à un dysfonctionnement de la régulation vasomotrice du système nerveux autonome, avec parfois des formes héréditaires (à transmission autosomiques dominantes).

La maladie est parfois familiale, ce qui laisse penser que des facteurs génétiques soient en cause, au moins dans une partie des cas. L'érythromélalgie est la première pathologie douloureuse causée par une mutation (du gène SCN9A qui encode la sous-unité Nav1.7 du canal ionique alpha Na potentiel-dépendant, sachant que Nav1.7 joue aussi un rôle nociceptif) perturbant le fonctionnement d'un canal ionique.

## Histoire médicale
Ce terme médical a été créé en 1878 par le médecin américain éponyme S. W. Mitchell (1829-1914).
- Apparition chez l'enfant et l'adolescent : les pieds, la cheville ou le bas de la jambe sont le plus souvent touchés, de manière symétrique. Les symptômes résistent aux traitements. Les premiers symptômes peuvent toucher l'enfant (âge médian = 10 ans), et surtout les filles (2,5 filles pour 1 garçon). L'étiologie de la maladie est encore incomprise, mais il existe des risques familiaux[1].
- Apparition chez l'adulte : dans ce cas, la forme dite primaire (60 % des cas) n'a pas d'étiologie connue, touchant plutôt les personnes âgées (50-70 ans), et deux fois plus les hommes que les femmes. La forme secondaire (40 % des cas) est assimilée à une maladie myéloproliférative avec thrombocytémie (20 %) ; avec polycythemia vera et thrombocytémie essentielle.
La maladie chez l'adulte touche souvent la plante des pieds, les orteils, ou l'extrémité des doigts, avec des atteintes non-symétriques et sensibles à l'acide acétylsalicylique. Souvent[1] cette maladie est associée à de l'hypertension artérielle (HTA), une insuffisance veineuse, du diabète, un lupus (type LEAD : lupus érythémateux aigu disséminé), une atteinte du système nerveux central, la goutte, une cryoglobulinémie, un lichen scléroatrophique, une polyarthrite rhumatoïde, qui sont des maladies systémiques évoquant des aspects auto-immunes.

## Diagnostic
Il peut utiliser :
- la thermographie ;
- les analyses de sang : vitesse de sédimentation, tests de la fonction plaquettaire, électrophorèse des protéines, coagulogramme, dosage des anticorps antinucléaires, des agglutinines froides, des cryoglobulines, complexes immuns sériques.

## Diagnostic différentiel
Le médecin doit éliminer d'autres hypothèses comme :
- engelures en cours de cicatrisation[1] ;
- hyperperfusion dans le syndrome de Raynaud ;
- cellulite bactérienne[1] ;
- dystrophie sympathique réflexe[1] ;
- thromboangéite oblitérante[1] ;
- artériosclérose oblitérante[1] ;
- névrite périphérique[1] ;
- maladie de Fabry (déficience en galactosidase A)[1] ;
- intoxication mercurielle ;
- certaines intoxications par les champignons.

## Complications
- Une ostéoporose du type de celle observée dans l'algodystrophie peut survenir dans les cas graves (crises fréquentes)[4].
- Le patient ayant tendance à ne pas bouger et à beaucoup suer lors des crises, une ulcération, une macération, une infection et une hypothermie sont possibles, pouvant évoluer chez l'adulte ou la personne âgée vers des nécroses ou une gangrène[1].

## Traitements
Pour soulager le patient, le médecin dispose notamment de :
- Pergolide
- Nicardipine
- anti-plaquettaires : aspirine, hydroxyurée, interféron, Agrilin, Melphalan (alcalinisant), phosphore
- produits vasoactifs : ß-bloqueurs, épinéphrine, nitroprussiate, clonidine, péridurale (par bloc sympathique), PgE1
- produits sérotoninergiques (Amytriptiline, Méthysergide et Sandomigran (bloqueurs sérotoninergiques), Effexor, Zoloft (inhibiteurs du recaptage de la sérotonine), Cyproheptadine (anti-5HT et anti-histaminique).
- Capsaïcine, Gabapentine
- traitements locaux, notamment avec une crème à la kétamine 2 %
- Tramadol
- TENS /stimulation de la moelle, neurectomie (nerf tibial postérieur, saphène, sural, péroné superficiel et profond).

De rares cas de guérison sont relatés.